# Шалагино (Марий Эл)
Шалагино — деревня в Новоторъяльском районе Республики Марий Эл России. Входит в состав Пектубаевского сельского поселения.

## География
Деревня находится в северо-восточной части республики, в зоне хвойно-широколиственных лесов, на левом берегу реки Нурмы, на расстоянии примерно 20 километров (по прямой) к западу-северо-западу от посёлка городского типа Новый Торъял, административного центра района. Абсолютная высота — 141 метр над уровнем моря.

### Климат
Климат характеризуется как умеренно континентальный, с умеренно холодной снежной зимой и относительно тёплым летом. Среднегодовая температура воздуха — 2,3 °С. Средняя температура воздуха самого тёплого месяца (июля) — 18,3 °C (абсолютный максимум — 38 °C); самого холодного (января) — −13,9 °C (абсолютный минимум — −48 °C). Вегетационный период длится 125 дней. Продолжительность периода с устойчивыми морозами — в среднем 127 дней. Среднегодовое количество атмосферных осадков составляет 476 мм, из которых около 385 мм выпадает в период с апреля по октябрь.

### Часовой пояс
Деревня Шалагино, как и вся Марий Эл, находится в часовой зоне МСК (московское время). Смещение применяемого времени относительно UTC составляет +3:00.

## Население
| 2010 |
| ---- |
| 6    |

### Национальный состав
Согласно результатам переписи 2002 года, в национальной структуре населения русские составляли 63 % из 27 чел., марийцы — 37 %.